# USS Sigsbee (DD-502)
USS Sigsbee (DD-502) là một tàu khu trục lớp Fletcher được Hải quân Hoa Kỳ chế tạo trong Chiến tranh Thế giới thứ hai. Nó là chiếc tàu chiến duy nhất của Hải quân Mỹ được đặt theo tên Chuẩn đô đốc Charles D. Sigsbee (1845-1923), người tham gia cuộc Nội chiến Hoa Kỳ và cuộc Chiến tranh Tây Ban Nha-Hoa Kỳ. Nó hoạt động cho đến hết Thế Chiến II, ngừng hoạt động năm 1947 và bị bán để tháo dỡ năm 1975. Nó được tặng thưởng mười một Ngôi sao Chiến trận trong Thế Chiến II.

## Thiết kế và chế tạo
Sigsbee được đặt lườn tại xưởng tàu của hãng Federal Shipbuilding and Dry Dock Company ở Kearny, New Jersey vào ngày 22 tháng 7 năm 1942. Nó được hạ thủy vào ngày 7 tháng 12 năm 1942; được đỡ đầu bởi bà A. O. Fischer; và nhập biên chế vào ngày 23 tháng 1 năm 1943 dưới quyền chỉ huy của Hạm trưởng, Trung tá Hải quân Benjamin V. Russell.

## Lịch sử hoạt động

### 1943
Sigsbee hoàn tất viêc trang bị ba tuần sau khi nhập biên chế, và lên đường đi Casco Bay, Maine cho một đợt thực hành tác xạ và ngư lôi kéo dài mười ngày, trước khi lên đường đi vịnh Guantánamo, Cuba để hoàn tất việc chạy thử máy. Nó quay trở về Xưởng hải quân Brooklyn, New York để đại tu sau thử máy. Sau khi hoàn tất, nó hộ tống tàu tuần dương hạng nhẹ Birmingham (CL-62) đi Norfolk, Virginia. Vào ngày 4 tháng 4, nó hộ tống hai tàu chở dầu đi Casco Bay và quay trở về, rồi sau đó hộ tống tàu sân bay hạng nhẹ Independence (CVL-22) và tàu khu trục Guest (DD-472) đi Trinidad, British West Indies, nơi chúng tiến hành huấn luyện liên đội không lực phối thuộc. Sau khi quay trở về Norfolk, nó được tiếp nhiên liệu, rồi cùng Guest và Earle (DD-635) hộ tống tàu sân bay Lexington (CV-16) đi Trinidad, đến nơi vào ngày 16 tháng 5.
Vào ngày 8 tháng 6, Sigsbee được cho tách khỏi đội đặc nhiệm, độc lập đi đến New York. Nó hoạt động giữa New York, Casco Bay và Norfolk cho đến ngày 22 tháng 7, khi nó cùng Harrison (DD-573), Daly (DD-519) và Lexington rời Norfolk cho hành trình đi sang Trân Châu Cảng ngang qua kênh đào Panama. Lực lượng băng qua kênh đào vào ngày 27 tháng 7, và đi đến Trân Châu Cảng vào ngày 9 tháng 8. Đến giữa tháng 8, nó gia nhập một đội đặc nhiệm bao gồm các tàu sân bay Yorktown (CV-10), Essex (CV-9) và Independence (CVL-22), dưới quyền chỉ huy của Chuẩn đô đốc Charles Alan Pownall, cho một cuộc không kích xuống đảo Marcus, gây hư hại đáng kể cho các căn cứ của quân đội Nhật Bản tại đây. Chiếc tàu khu trục quay trở về Trân Châu Cảng vào ngày 8 tháng 9.
Sigsbee lại đi đến đảo Wake ba tuần sau đó, tham gia một cuộc bắn phá lên đảo này vào ngày 5 tháng 10. Đến ngày 21 tháng 10, nó rời Trân Châu Cảng để đi Efate, New Hebrides, đến nơi vào ngày 5 tháng 11, và trải qua hai tuần lễ tiếp theo huấn luyện cùng các tàu vận chuyển. Vào ngày 13 tháng 11, nó lên đường cùng Đơn vị Đặc nhiệm 53.1.4 để đi đến quần đảo Gilbert. Trong các ngày 22 và 23 tháng 11, nó bắn phá Betio thuộc đảo san hô Tarawa, trước khi quay trở về Trân Châu Cảng vào ngày 14 tháng 12 cho một đợt đại tu.

### 1944
Vào ngày 22 tháng 1 năm 1944, Sigsbee khởi hành từ Trân Châu Cảng cùng Lực lượng Đặc nhiệm 52 để tham gia cuộc tấn công và chiếm đóng Kwajalein thuộc quần đảo Marshall. Nó đã bắn phá đảo Ennylabegan vào sáng ngày 31 tháng 1, và đến chiều tối ngày hôm đó, nó cùng tàu khu trục Ringgold (DD-500) tiến vào vũng biển để bảo vệ cho tàu bè Hoa Kỳ cũng như bắn pháo theo yêu cầu của binh lính trên bờ. Nó tiếp tục ở lại khu vực quần đảo Marshall cho đến ngày 1 tháng 3, khi nó lên đường đi Efate. Con tàu khởi hành từ đây vào ngày 20 tháng 3 cùng Lực lượng Đặc nhiệm 37 để tham gia bắn phá Kavieng trên đảo New Ireland.
Sang tháng 4, Sigsbee tuần tra lối ra vào vịnh Humboldt cho đến ngày 26 tháng 4, khi nó hộ tống một đoàn tàu vận tải đi mũi Cretin. Sau khi tuần tra trong khu vực Guadalcanal trong nhiều tuần, nó gia nhập Đơn vị Đặc nhiệm 53.1.14 để tham gia Chiến dịch Mariana. Chiếc tàu khu trục đã bắn phá Guam từ ngày 16 đến ngày 18 tháng 7, cũng như bảo vệ cho các đội phá hoại dưới nước hoạt động tại các bãi đổ bộ. Sau đó nó làm nhiệm vụ cột mốc tuần tra và ở lại ngoài khơi Guam cho đến ngày 3 tháng 8. Nó quay trở về vịnh Humboldt trong một tháng trước khi gia nhập Lực lượng Đặc nhiệm 77, tiếp tục đi đến đảo Morotai, Bắc Moluccas, và bắn pháo hỗ trợ cho cuộc đổ bộ lên mũi Podangi vào giữa tháng 9.
Sigsbee quay trở về vịnh Humboldt và được điều động sang Lực lượng Đặc nhiệm 78. Lực lượng lên đường vào ngày 3 tháng 10 để tham gia cuộc tấn công và đổ bộ lên Leyte, Philippines vào ngày 20 tháng 10. Sau trận Leyte, chiếc tàu khu trục lên đường quay trở về San Francisco để đại tu, đến nơi vào ngày 15 tháng 11.

### 1945
Sau khi hoàn tất đại tu, Sigsbee quay trở lại Trân Châu Cảng vào ngày 19 tháng 1 năm 1945, rồi lên đường đi Ulithi nơi nó gia nhập Lực lượng Đặc nhiệm 58, lực lượng đặc nhiệm tàu sân bay nhanh. Vào ngày 16 tháng 2, lực lượng đặc nhiệm tiến hành không kích xuống các đảo chính quốc Nhật Bản và Okinawa để hỗ trợ cho cuộc đổ bộ lên Iwo Jima.
Đến ngày 14 tháng 3, Sigsbee và các tàu sân bay lại khởi hành từ Ulithi để không kích chính quốc Nhật Bản, nhằm vô hiệu hóa các sân bay đối phương chuẩn bị cho cuộc đổ bộ tiếp theo lên Okinawa. Chiếc tàu khu trục sau đó làm nhiệm vụ cột mốc radar canh phòng ngoài khơi hòn đảo này, và ở lại đây cho đến ngày 14 tháng 4. Vào này này, nó bị một máy bay tấn công cảm tử Kamikaze đâm trúng tháp pháo số 5, làm hỏng động cơ bên mạn trái, mất kiểm soát bánh lái và bắt đầu bị ngập nước. Hai mươi ba thủy thủ đã thiệt mạng do vụ tấn công, và động cơ bên mạn phải chỉ giúp cho con tàu di chuyển với tốc độ 5 kn (9,3 km/h). Trung tá hạm trưởng Gordon Chung-Hoon đã tiếp tục chỉ huy chiến đấu phòng không đồng thời hướng dẫn các đội kiểm soát hư hỏng cứu được con tàu.
Sigsbee được kéo trở về Guam bên ngoài vùng chiến sự, nơi nó được sửa chữa tạm, rồi được kéo về Trân Châu Cảng ngang qua Eniwetok. Đến nơi vào ngày 7 tháng 6, nó được thay mới một đoạn 60 ft (18 m) đuôi tàu. Sau khi hoàn tất, nó rời cảng vào ngày 28 tháng 9 để đi sang vùng bờ Đông Hoa Kỳ, đi đến Philadelphia, Pennsylvania vào ngày 22 tháng 10. Một tuần sau, con tàu chuyển đến Charleston, South Carolina để chuẩn bị ngừng hoạt động.
Sigsbee được đưa về thành phần dự bị vào ngày 1 tháng 5 năm 1946. Nó được cho xuất biên chế vào ngày 31 tháng 3 năm 1947 và đưa về Hạm đội Dự bị Đại Tây Dương. Tên nó được cho rút khỏi danh sách Đăng bạ Hải quân vào ngày 1 tháng 12 năm 1974; và con tàu bị bán để tháo dỡ vào ngày 31 tháng 7 năm 1975.

## Phần thưởng
Sigsbee được tặng thưởng mười một Ngôi sao Chiến trận do thành tích phục vụ trong Thế Chiến II.